# Olivia Hack
Olivia Cathrine Hack (* 16. Juni 1983 in Beverly Hills, Kalifornien) ist eine US-amerikanische Synchronsprecherin und Schauspielerin.

## Leben
Hack ist die Tochter des Produzenten Michael Hack und seit den 1990er-Jahren als englischsprachige Synchronsprecherin tätig. Von 1996 bis 2004 übernahm sie die Sprechrolle der Rhonda Wellington Lloyd in der Fernsehserie Hey Arnold!, die ihr 2000 und 2001 jeweils eine Nominierung für den Young Artist Award als beste Synchronsprecherin einbrachte. Sie sprach diesen Charakter auch in den der Serie folgenden Kinofilmen Hey Arnold! – Der Film aus dem Jahr 2002 und Hey Arnold! Der Dschungelfilm von 2017. Zu den zahlreichen weiteren Fernsehserien-Figuren, denen sie ihre Stimme lieh, zählen die Gabrielle aus The Kids from Room 402 (2000–2001), die Mao sowie die Irene aus Blood+ (2005–2006), die Cloe aus Bratz (2005–2006), diese Rolle übernahm sie auch in einigen Bratz-Videospielen und Bratz-Videos, und die Ty Lee aus Avatar – Der Herr der Elemente (2006–2008), die sie auch in zwei Avatar-Videospielen sprach.
Als Schauspielerin spielte sie, unter anderem, Captain Picards Tochter in dem Science-Fiction-Film Star Trek: Treffen der Generationen (1994), die Cindy Brady in den beiden Kinofilmen Die Brady Family (1995) und Die Brady Family 2 (1996), die junge Mary Elizabeth O’Brien in der Dramaserie Alabama Dreams (2001–2002) und die Tana Schrick in der Drama- und Comedy-Fernsehserie Gilmore Girls (2003–2004).

## Filmografie

### Als Schauspielerin
- 1993: Phenom – Das Tenniswunder (Phenom, Fernsehserie, eine Folge)
- 1994: Star Trek: Treffen der Generationen (Star Trek Generations)
- 1995: Die Brady Family (The Brady Bunch Movie)
- 1995: Überflieger (Fernsehserie, eine Folge)
- 1996: Die Brady Family 2 (A Very Brady Sequel)
- 1997: Nick Freno: Licensed Teacher (Fernsehserie, eine Folge)
- 1997: Perversions of Science (Fernsehserie, eine Folge)
- 1997: Crayola Kids Adventures: 20,000 Leagues Under the Sea (Kurzfilm)
- 1997: Ein Hauch von Himmel (Touched By An Angel, Fernsehserie, eine Folge)
- 1998: Tracey Takes On … (Fernsehserie, 2 Folgen)
- 1998: Party of Five (Fernsehserie, eine Folge)
- 1999: Ein Zwilling kommt selten allein (Fernsehserie, eine Folge)
- 2000: The David Cassidy Story (Fernsehfilm)
- 2000: Voll daneben, voll im Leben (Freaks and Geeks, Fernsehserie, eine Folge)
- 2001–2002: Alabama Dreams (Fernsehserie, 22 Folgen)
- 2002: Für alle Fälle Amy (Judging Amy, Fernsehserie, eine Folge)
- 2003–2004: Gilmore Girls (Fernsehserie, 8 Folgen)
- 2005: Cold Case – Kein Opfer ist je vergessen (Cold Case, Fernsehserie, eine Folge)

### Als Synchronsprecherin
- 1992: P.J. Sparkles (Fernsehfilm) …als Glowee
- 1995: Napoleon – Abenteuer auf vier Pfoten (Napoleon) …als Nancy
- 1995: Life with Louie (Fernsehserie, eine Folge) …als Kelly Bassett
- 1996–2004: Hey Arnold! (Fernsehserie, 44 Folgen) …als Rhonda Wellington Lloyd
- 1998–2003: Bob der Baumeister (Bob the Builder, Fernsehserie, 118 Folgen) …als Forklifts
- 1999: Rugrats (Fernsehserie, eine Folge) …zusätzliche Stimmen
- 1999–2005: Family Guy (Fernsehserie, 4 Folgen) …verschiedene Stimmen
- 2000: Sammy (Fernsehserie) …als Lola
- 2000: Gingers Welt (Fernsehserie, eine Folge) …als Hall Monitor/verschiedene Stimmen
- 2000–2001: The Kids from Room 402 (Fernsehserie, 13 Folgen) …als Gabrielle
- 2000–2003: Rocket Power (Fernsehserie, 3 Folgen) …verschiedene Stimmen
- 2001: The Rugrats: All Growed Up (Fernsehfilm)
- 2002: Hey Arnold! – Der Film (Hey Arnold! The Movie) …als Rhonda Wellington Lloyd
- 2003: Fillmore! (Fernsehserie, eine Folge) …als Trace
- 2003–2004: Astro Boy tetsuwan atomu (Fernsehserie, 2 Folgen) …verschiedene Stimmen
- 2004: Bratz the Video: Starrin’ & Stylin’ …als Cloe
- 2005: All Grown Up – Fast erwachsen (All Grown Up!, Fernsehserie, eine Folge) …als Harriet
- 2005–2006: Blood+ (Fernsehserie, 50 Folgen) …als Mao/Irene
- 2005–2006: Bratz (Fernsehserie, 17 Folgen) …als Cloe
- 2006: Bratz: Genie Magic …als Cloe
- 2006: Bratz: Passion 4 Fashion – Diamondz …als Cloe
- 2006–2008: Avatar – Der Herr der Elemente (Avatar: The Last Airbender, Fernsehserie, 11 Folgen) …als Ty Lee/zusätzliche Stimmen
- 2007: Avatar: Super Deformed Shorts (Miniserie, eine Folge) …als Ty Lee
- 2008: Psi-Kix (Fernsehserie) …verschiedene Stimmen
- 2008: Jagdfieber 2 (Open Season 2) …als Charlene
- 2010: Scooby-Doo! Abracadabra-Doo …als Treena
- 2011: Ben 10: Ultimate Alien (Fernsehserie, eine Folge) …als Emily
- 2012: Care Bears: Welcome to Care-a-Lot (Fernsehserie, 3 Folgen) …verschiedene Stimmen
- 2012–2014: Star Wars: The Clone Wars (Fernsehserie, 5 Folgen) …als Katooni/Female Twi’lek
- 2013: Bratz: Go to Paris the Movie …als Cloe
- 2015: Glücksbärchis & Co. (Fernsehserie, 5 Folgen) …als Lotsa Heart
- 2017: Hey Arnold! Der Dschungelfilm (Hey Arnold! The Jungle Movie) …als Rhonda
- 2018: Star Wars: Die Mächte des Schicksals (Fernsehserie, 3 Folgen) …als Qi’ra
- 2018: Dragon Pilot: Hisone and Masotan (Fernsehserie, 2 Folgen) …als Ms. Akishima
- 2020: Burn the Witch …als Ninny Sprangcole

### Videospiele
- 2003: Fainaru fantajî X-2 …als Hana
- 2004: Xenosaga Episode II: Jenseits von Gut und Böse …als Shion Uzuki
- 2005: Bratz Rock Angelz …als Cloe
- 2006: Bratz Passion 4 Fashion DVD Game …als Cloe
- 2006: Bratz: Forever Diamondz …als Cloe
- 2006: Bratz: Babyz …als Cloe
- 2007: Avatar: The Last Airbender – The Burning Earth …als Ty Lee/zusätzliche Stimmen
- 2008: Avatar: The Last Airbender – Into the Inferno …als Ty Lee/Fire Nation Soldier
- 2009: Eat Lead: The Return of Matt Hazard …als QA/Evil QA
- 2011: The Sims Medieval …als ein Sim
- 2013: Raitoningu ritânzu: Fainaru fantajî XIII …zusätzliche Stimmen
- 2018: Epic Seven …als Silk/Armin
- 2019: Perusona 5: Za roiyaru …als Jose

## Auszeichnungen und Nominierungen
- 2000: Nominierung für den Young Artist Award als beste Synchronsprecherin für Hey Arnold!
- 2001: Nominierung für den Young Artist Award als beste Synchronsprecherin für Hey Arnold!